# Računalniška tomografija
Računalniška tomografija (kratica CT) je vrsta medicinske preiskave, ki ustvari tridimenzionalno sliko notranjosti telesa.
Računalniška tomografija je bila prva sodobna metoda slikanja možganov. V postopku CT-slikanja namesto enega samega posnamemo večje število rentgenskih posnetkov iz različnih zornih kotov. S pomočjo računalniške rekonstrukcije iz niza slik nato sestavimo tridimenzionalno sliko.